# Wilkowo (województwo kujawsko-pomorskie)
Wilkowo – wieś w Polsce położona w województwie kujawsko-pomorskim, w powiecie sępoleńskim, w gminie Sępólno Krajeńskie.
W latach 1975–1998 miejscowość należała województwa bydgoskiego. Według Narodowego Spisu Powszechnego (III 2011 r.) liczyła 181 mieszkańców. Jest szesnastą co do wielkości miejscowością gminy Sępólno Krajeńskie.